# Bosmina obtusirostris
Bosmina obtusirostris är en kräftdjursart som beskrevs av Sars 1861. Bosmina obtusirostris ingår i släktet Bosmina och familjen Bosminidae. Inga underarter finns listade.